# Mount Gay-Shamrock
Mount Gay-Shamrock – jednostka osadnicza w Stanach Zjednoczonych, w stanie Wirginia Zachodnia, w hrabstwie Logan.